# Magić Mala
Magić Mala – wieś w Chorwacji, w żupanii brodzko-posawskiej, w gminie Nova Kapela. W 2011 roku liczyła 398 mieszkańców.